# Hermine d'Amérique
Mustela richardsonii
Pour les articles homonymes, voir Hermine (homonymie).
Espèce
Statut de conservation UICN

 LC  : Préoccupation mineure
L’hermine d'Amérique (Mustela richardsonii) est une espèce de mammifères de la famille des Mustélidés, originaire de la plupart de l'Amérique du Nord. L'épithète spécifique fait référence à l'explorateur arctique et naturaliste John Richardson.

## Description
L'hermine d'Amérique a une apparence tout à fait comparable à celle de l’hermine (Mustela erminea). Elle a des pattes courtes, un corps allongé surmonté d’un long cou, ainsi qu’une petite tête triangulaire avec de petites oreilles arrondies. Le pelage sur le dos est brun avec un ventre blanc. En hiver, le pelage devient  également entièrement blanc. La queue est courte et possède une pointe noire à son extrémité.

## Taxonomie
Cette hermine a longtemps été considérée comme une sous-espèce de l'hermine (M. erminea), mais une étude de 2021 a révélé qu'il s'agissait en fait d'une espèce distincte, formant des clades génétiques distincts de M. erminea. La découverte a été acceptée par la American Society of Mammalogists,,. L’hermine haïda (M. haidarum), également considérée comme une sous-espèce de M. erminea, est considérée comme une espèce hybride issue d'une ancienne hybridation entre M. erminea et M. richardsonii.

## Répartition
L'espèce est largement répartie sur l’ensemble du continent Nord américain, à l'exception d’une grande partie de l'Alaska (bien qu'elle soit présente sur certaines îles du Sud-est), de l'Est du Yukon, de la plupart de la zone Arctique canadienne, et du Groenland, où se trouve M. erminea. Elle atteint l'extrémité nord de son aire de répartition sur l'Île d'Ellesmere et une partie de l'Est du Nunavut pour s'étendre sur presque toute la partie Ouest de l'Amérique du Nord. Au Sud, elle s’étend jusqu'au Nord du Nouveau-Mexique, et à l'Est, jusqu'au Nord de la Virginie. Elle est absente de la plupart du Sud-Est des États-Unis et des Grandes Plaines.

## Régime alimentaire
En Amérique du Nord, où la niche écologique pour les proies de la taille des rats et des lapins est occupée par la plus grande belette à longue queue (Neogale frenata), l'hermine d'Amérique se nourrit de souris, de campagnols, de musaraignes, des lapereaux, de tamias, de souris sylvestres, de souris sauteuses, et de souris domestiques. Habituellement, l'hermine tue en mordant à la base du crâne. Les petits oiseaux, les grenouilles, les petits poissons, et les vers de terre sont d'autres types de proies pour les hermines.

## Habitat
Les hermines vivent et trouvent refuge contre les prédateurs dans des espaces creux de troncs, de terriers et de structures faites par l'homme. Les hermines se terrent parfois dans le nid de leurs proies ou utilisent leur peau et leur fourrure comme garniture pour leur terrier.

## Reproduction
Elles se reproduisent dans les parties denses de la forêt. La saison de reproduction est de la fin du printemps à l'été, de juillet à août. Les mâles atteignent leur maturité au bout d’un an tandis que les femelles ne prennent que trois à quatre semaines pour devenir mature. Elle peuvent avoir des portées de quatre à sept petits après une gestation d’environ 255 jours.

## Prédateurs
Certains des plus grands prédateurs des hermines sont d’autres mustélidés plus gros, comme des visons, les martres, les pékan, ainsi que d’autres carnivores comme les lynx roux, les coyotes, et les grands rapaces. Occasionnellement, un chat ou un chien domestique peut tuer une hermine. Leurs petits corps agiles les aident à échapper à ces prédateurs, tout en leur permettant de rivaliser avec leurs prédateurs pour la nourriture dans les mois les plus difficiles.

## Sous-espèces
Il existe 13 sous-espèces connues :
| Sous-espèce                                  | Trinomial autorité       | Description | Répartition                                                                                                  | Synonymes                                                                             |
| -------------------------------------------- | ------------------------ | --- | --- | ------------------------------------------------------------------------------------- |
| M. r. alascensis.                            | Merriam, 1896            | Similaire à M. r. richardsonii, mais avec un crâne plus large et des extrémités blanches plus étendues sur les membres           | Juneau, Alaska                                                                                               |                                                                                       |
| Hermine de l'île de Vancouver M. r. anguinae | Hall, 1932               | | Île de Vancouver                                                                                             |                                                                                       |
| M. r. bangsi                                 | Hall, 1945               | | La région à l'ouest des Grands Lacs                                                                          | cicognani (Mearns, 1891) pusillus (Aughey, 1880)                                      |
| M. r. cigognanii                             | Bonaparte, 1838          | Une petite sous-espèce avec un pelage d'été brun foncé ; son crâne est plus léger que celui de la sous-espèce type richardsonii. | La région au nord et à l'est des Grands Lacs                                                                 | pusilla (DeKay, 1842) vulgaris (Griffith, 1827)                                       |
| M. r. fallenda                               | Hall, 1945               | | |                                                                                       |
| M. r. gulosa                                 | Hall, 1945               | | |                                                                                       |
| M. r. initis                                 | Hall, 1945               | | |                                                                                       |
| M. r. invicta                                | Hall, 1945               | | |                                                                                       |
| M. r. muricus                                | Bangs, 1899              | La plus petite sous-espèce. | L'extrémité sud-ouest de l'aire de répartition de l'espèce : (Nevada, Utah, Colorado et autres États)        | leptus (Merriam, 1903)                                                                |
| M. r. olympica                               | Hall, 1945               | | La Péninsule Olympique, Washington                                                                           |                                                                                       |
| M. r. richardsonii                           | Bonaparte, 1838          | Similaire à la sous-espèce type, mais plus grande, avec un pelage d'été d’un brun terne                                          | Terre-Neuve, Labrador et presque tout le Canada (sauf pour les aires de répartition des autres sous-espèces. | imperii (Barrett-Hamilton, 1904) microtis (J. A. Allen, 1903) mortigena (Bangs, 1913) |
| M. r. semplei                                | Sutton et Hamilton, 1932 | | Île de Baffin et les parties adjacentes du continent.                                                        | labiata (Degerbøl, 1935)                                                              |
| M. r. stratori                               | Merriam, 1896            | | |                                                                                       |

## Relations avec l’Homme
La fourrure d'hermine était prisée par les Tlingit et les autres peuples autochtones de la côte nord-ouest du Pacifique. Elles pouvaient être attachées à des regalia traditionnels et à des chapeaux d'écorce de cèdre comme symboles de statut, ou transformées en chemises.

## Galerie

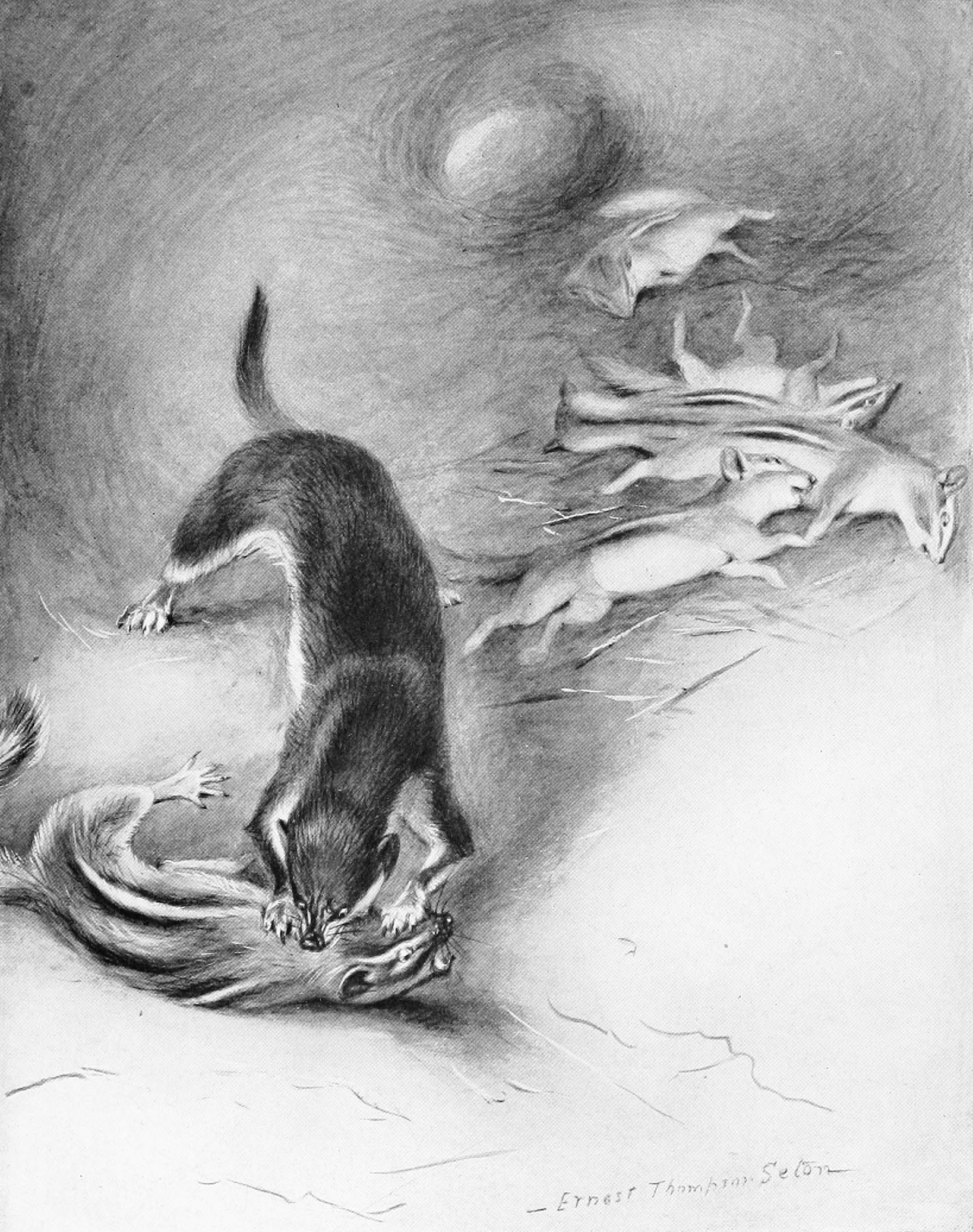
Hermine d'Amérique surplus killing une famille de tamias, illustré par Ernest Thompson Seton
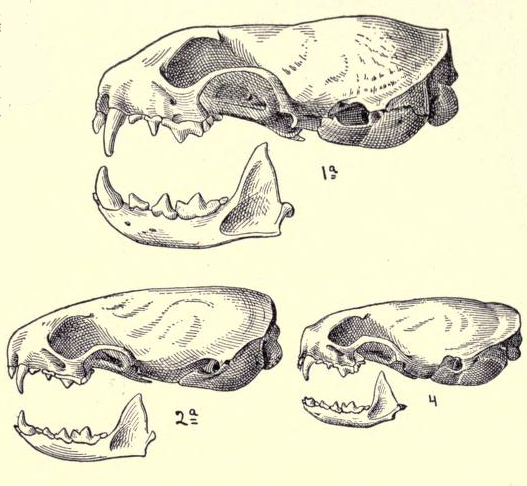
Crânes d'une belette à longue queue (en haut), d'une hermine d'Amérique (en bas gauche), et d’une petite belette (bas droite), illustrés dans Merriam's Synopsis of the Weasels of North America
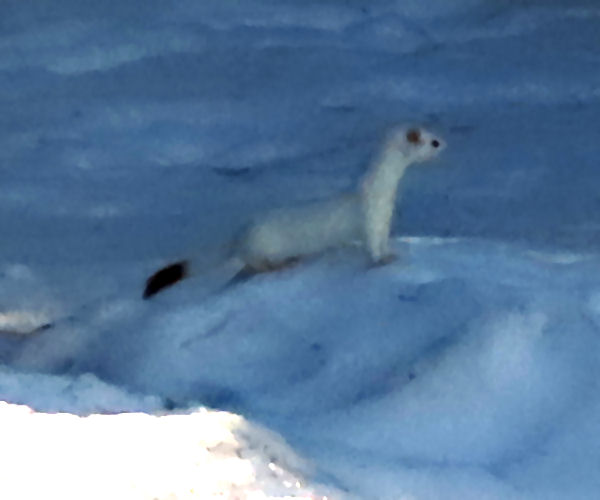
Pelage d'hiver